# Marw al-Rudh
Marw al-Rūdh (in arabo ﻣﺮﻭ ﺍﻟﺮﻭﺫ‎?, cioè "Marw sul fiume") era una città del Khorāsān, sul fiume Murghāb, non troppo distante dalla più importante città di Marw (chiamata anche Marw al-Shāhijān).
Centro a spiccata vocazione agricola, conobbe una buona notorietà in età selgiuchide e Malikshah e suo figlio Sanjar la curarono dal punto di vista della sicurezza, edificandone mura e altre difese che la misero spesso al sicuro dalle successive aggressioni.
Pur scampando alle devastazioni dei Mongoli (che distrussero invece Marw al-Shāhijān) la città conobbe però un progressivo declino, fino all'atto finale di pratico abbandono, realizzatosi in età timuride.